# Украли зебру
«Украли зебру» — советский детский фильм 1972 года режиссёра Геннадия Бабушкина.
Фильм рассказывает о приключениях ручных шимпанзе. Фильм снят совместно с дрессировщиком С. И. Исаакяном-Серебряковым, чьи дрессированные животные снимались в картине. Позднее на волне популярности этого фильма было снято продолжение истории главной «героини», шимпанзе Дони — «Новые приключения Дони и Микки».

## Сюжет
Фильм посвящён приключениям любопытной шимпанзе по имени Доня и её друзей — шимпанзе Микки и бабушки Зиты. Фильм состоит из трёх новелл: «Пирог с бананом», «Наводнение в буфете» и «Заговор на конюшне».
- «Пирог с бананом»: Доня впервые остаётся одна дома и пытается навести порядок, но у неё ничего не выходит.
- «Наводнение в буфете»: Доня знакомится с Зитой и Микки, они играют в домино. Доня уходит и случайно устраивает наводнение в буфете. Дрессировщик (Степан Исаакян) спасает обезьяну из «потопа», но она простудилась: её лечат хозяин и Микки.
- «Заговор на конюшне»: Доня хочет вставить в свой номер, который исполняли только Зита и Микки, что-нибудь новое. Она сама вместо хозяина начинает выступать с зеброй и его помощника запирает в конюшне Зита. Когда дрессировщик приходит исполнять номер, Доня уже кончила работать с зеброй. Хозяин называет её молодцом.

Шимпанзе Дони и Микки, а также другие подопечные дрессировщика Степана Исаакяна, веселили юных зрителей... Обратная сторона хорошего фильма о животных: всем хочется завести ручную обезьяну, но можно ли держать дома такое сложное животное? Не будет ли того самого «Наводнения в буфете» и прогорелого «Пирога с бананом»? Только так ли весело почувствуем мы себя?— Животные-киноактеры в детских фильмах и экранизациях книг, Тюменская детская библиотека, 2017

## В ролях
- Степан Исаакян — играет самого себя
- Тамара Исаакян — играет саму себя
- Комментарий — Зиновий Гердт

### Животные
- Доня (шимпанзе)
- Зита (шимпанзе)
- Микки (шимпанзе)
- Мальчик (зебра)
- Манук (бегемот)
- Яша (медведь)